# Brita Baldus
Brita Baldus (Alemania, 4 de junio de 1965) es una clavadista o saltadora de trampolín alemana especializada en trampolín de 3 metros, donde consiguió ser medallista de bronce mundial en 1991.

## Carrera deportiva
En el Campeonato Mundial de Natación de 1991 celebrado en Perth (Australia), ganó la medalla de bronce en el trampolín de 3 metros, con una puntuación de 503 puntos, tras la china Gao Min (oro con 539 puntos) y la soviética Irina Lashko (plata con 524 puntos).